# 第103號交響曲 (海頓)
降E大调第103号交响曲是约瑟夫·海顿十二首伦敦交响曲的第十一首，作于1794年末到1795年。

## 名稱
此曲因为第一乐章开始时独特的定音鼓滚奏，而得名“擂鼓”，或“鼓声”。在一些早期版本的樂譜（例如WPhV），可見「第1號交響曲」之名，現多以Hoboken編集之海頓作品目錄（將此曲命名為第103號）為準。

## 背景
第103号交响曲是海顿两次英国之行（1791年到1792年，1794年到1795年）中所创作的倒数第二首交响曲。在他去英国之前，海顿的音乐在当地就已经十分有名，而英国音乐界也表达出希望音乐家能够造访英国的强烈意愿。海顿在英国也得到了十分热情的款待，这段时间也是这位作曲家最为快乐和成果丰硕的时光。这首交响曲就是1794年到1795年，海顿在伦敦过冬时所写成的。

### 首演
1795年3月2日，“擂鼓”交响曲作为一个音乐会系列的一部分，在伦敦的国王剧场首演。一个60人的乐团（在当时算得上格外大型）来进行作品的首演。指挥由乐队首席小提琴维奥蒂和海顿共同负责，首演取得了显著的成功。之后海顿在维也纳也演出了这部作品，他将第四乐章稍稍裁减了一些，这个变化是被今日的指挥家们普遍接受的。
自从作品首演以来，“擂鼓”交响曲就成为了海顿最受欢迎的交响曲作品之一，在今天它仍然在被频繁地演奏和录制。在1831年，理查德·瓦格纳将其改编成了钢琴作品。

## 分析

### 編制
| - 木管樂器 - 長笛：2 - 雙簧管：2 - 單簧管：2 - 低音管：2 | - 銅管樂器 - 法國號：2 - 小號：2 | - 定音鼓 | - 弦樂器 - 第一小提琴 - 第二小提琴 - 中提琴 - 大提琴 - 低音提琴 |

依照工具書《管弦樂作品手冊》指示，上述之配器可簡記為"2 2 2 2—2 2 0 0—tmp—str"。

### 曲式
全曲共分四個樂章：
1. 慢板-有精神的快板（Adagio-Allegro con spirito）
2. 行板转快到小快板（Andante più tosto Allegretto）
3. 小步舞曲（Menuetto）
4. 终章：有精神的快板（Finale: Allegro con spirito）

全曲演奏一般耗时23分钟左右。
第一樂章
在开场的定音鼓声后，管乐器奏出了一个阴郁的主题：
在由管乐器和弦乐器重复数遍后，是欢快的第二主题，6/8拍，奏鸣曲式。慢速引子的旋律以一个快很多的速度，多次再现。开头的引子在尾声中再现，这技法后来被莫扎特和贝多芬在他们的作品中应用。
第二樂章
C小调，双重主题变奏曲式，拥有一个C小调变奏，C大调变奏和一个尾声。海顿钟爱这种双重主题变奏曲式长达20年之久。第一主题C小调；第二主题，C大调，进行曲风格，分别对这两个主题进行变奏。这乐章的主题据说是由海顿自克罗地亚民歌发展而来。
第三樂章
降E大调，两段曲式。相对于巴洛克时期的小步舞曲的平顺的力度变化，这时期小步舞曲的第一拍更强，强弱对比更加明显。
第四樂章
降E大调，回旋奏鸣曲式。在4小结圆号引子之后，插入有延长记号的休止，接下来第一主题以轻松的感觉进入。这一乐章的主题也来源于克罗地亚民歌，是一首名叫“少女踏溪”("A little girl treads on a brook")的歌曲。